# Winterspelt
Winterspelt település Németországban, Rajna-vidék-Pfalz tartományban. Lakosainak száma 854 fő (2023. december 31.).

## Népesség
A település népességének változása:
| Lakosok száma | 790  | 824  | 805  | 828  | 833  | 854  |
|               | 1975 | 2017 | 2019 | 2021 | 2022 | 2023 |